# 뉴펀들랜드 메모리얼 대학교

뉴펀들랜드 메모리얼 대학교(Memorial University of Newfoundland)는 캐나다 뉴펀들랜드 래브라도주 세인트존스에 있는 공립대학교이다. 메모리얼 대학교는 교육학, 공학, 비즈니스, 지라학, 그리고 약학이 두루 발전한 대학교로 유명하다. 또한 17,500 대학생들이 재학 중인 애틀랜틱 캐나다에서 가장 큰 대학교이다.